# David Anisi
David Anisi Alameda (Madrid, 1949 - 13 de septiembre de 2008) fue un economista y profesor universitario español.

## Datos biográficos y académicos
David Anisi obtuvo en 1973 la Licenciatura en Ciencias Económicas y Empresariales por la Universidad Complutense de Madrid, y se doctoró en Ciencias Económicas en la misma Universidad en 1979.
Anisi ejerció como profesor de Fundamentos del Análisis Económico en la Universidad Autónoma de Madrid (1973-1991), y desde 1991 hasta su fallecimiento fue catedrático de Fundamentos del Análisis Económico en la Universidad de Salamanca.
Anisi era un gran divulgador y trataba de acercar la Economía a aquellos que no estaban familiarizados con ella. Esta fue la base, por ejemplo, de sus "Cuentos Económicos", breves historias que rescataban a los personajes de Charles Perrault, Hans Christian Andersen y los Hermanos Grimm dándoles un nuevo significado económico.
Dentro del pensamiento económico fue un heterodoxo. Seguidor de John Maynard Keynes, solía referirse en sus clases a la dialéctica entre ricos y pobre, señalando que con frecuencia el sector público beneficia a los primeros en detrimento de los segundos. Consideraba que el sector público debía ser fuerte y garantizar una serie de servicios universales con impuestos pagados por los individuos con mayor renta. Su economista predilecta del siglo XX fue Joan Robinson, quien a su vez era seguidora de Keynes.
La puerta de su despacho en la Facultad de Economía de la Universidad de Salamanca siempre estaba abierta, para que cualquiera pudiese entrar -incluso cuando él no estaba allí-. Era frecuente verle paseando por la ciudad o por los campos, con su vara, su mochila y su brújula en la mano, con apariencia de peregrino de paso en la ciudad.
El 18 de septiembre de 2006 pronunció la Lección Inaugural del curso académico 2006-2007 de la Universidad de Salamanca en un solemne acto académico presidido por el rector Enrique Battaner, siendo la primera ocasión en la historia de esta universidad que a un profesor de Economía se concedía tal honor. La Lección llevó por título "Economía: la pretensión de una ciencia".
El 12 de septiembre de 2008 perdió la vida por un cáncer diagnosticado pocas semanas antes. La Facultad de Economía de la Universidad de Salamanca le brindó un homenaje y se descubrió una placa en su honor en el patio interior de la misma, debajo de un castaño que él mismo había plantado años atrás. Fue, en palabras de alguno de sus amigos, Excelso profesor, magnífico escritor y mejor persona.

## Sobre el poder
En su libro Creadores de escasez, David Anisi, definía así el poder (extensible al poder económico y al poder político): 

El poder es el ejercicio de apropiación del tiempo de los demás, y se mide como la relación entre el tiempo obtenido de los demás y el tiempo necesario para conseguir esa movilización.

En relación con la clases de poder:

El poder jerárquico se sustenta en la autoridad y en última instancia en la fuerza, el poder valorativo se sustenta en el respeto y en última instancia en la convicción, y el poder de mercado se sustenta en la capacidad de compra y en última instancia en el dinero.

## Publicaciones de David Anisi
Muchas publicaciones de David Anisi pueden consultarse a texto completo en su página web de la Universidad de Salamanca. 
En la Universidad Autónoma de Madrid existe una exposición bibliográfica virtual de David Anisi Archivado el 12 de abril de 2021 en Wayback Machine..
Libros
Algunas publicaciones de David Anisi pueden consultarse en Google Books.
- 1984 - Modelos económicos: una introducción a la macroeconomía postkeynesiana.
- 1987 - Tiempo y técnica: un trabajo intra y extramercado, desocupación voluntaria y frustración del consumo: una estructura analítica para el cambio técnico.
- 1988 - Trabajar con red: un panfleto sobre la crisis.
- 1991 - Modelos económicos: una interpretación de la macroeconomía.
- 1992 - Jerarquía, mercado, valores : una reflexión económica sobre el poder.
- 1995 - Creadores de escasez: del bienestar al miedo, Alianza Editorial. ISBN 84-206-9434-7. Campus.USAL (reseña V Donoso)  pdf en nodo50.org (enlace roto disponible en Internet Archive; véase el historial, la primera versión y la última).
- 2003 - Análisis económico de la exclusión social.
- 2005 - Cuentos económicos, Ediciones Universidad de Salamanca, Ilustraciones Carmen Gonzalo Zapatero, ISBN 84-7800-543-9.
- Crónicas de Fin de semana

Artículos
Pueden consultarse algunos artículos de David Anisi en Dialnet.
- 2009 - Economía, la pretensión de una ciencia Archivado el 4 de marzo de 2016 en Wayback Machine.. Lección Inaugural del Curso Académico 2006-2007, Universidad de Salamanca. Revista de Economía Crítica, n.º 7 , primer semestre, 2009:139-152.
- 2005 - La macroeconomía al comienzo del siglo XXI: una reflexión sobre el uso y posterior abandono del llamado keynesianismo, Principios: estudios de economía política, ISSN 1698-7616, N.º. 1, 2005, pags. 37-56.
- 1994 - El mercado de trabajo: ¿quiénes somos, de dónde venimos, a dónde vamos?, Cuadernos de relaciones laborales, ISSN 1131-8635, N.º 5, 1994, pags. 15-28